# Amarindra
Amarindra (thailändisch อมรินทรา, RTGS Amarinthra; Geburtsname Nak, นาค; * 15. März 1737 in Amphawa, Provinz Samut Songkhram; † 25. Mai 1826 in Bangkok) war die Gemahlin von König Phra Phutthayotfa Chulalok (Rama I.), dem Gründer der Chakri-Dynastie, und damit von 1782 bis 1809 Königin von Siam.

## Leben
Nak stammte aus einem wohlhabenden Haus der Mon; ihre Familie lebte in Bang Chang bei Amphawa in der Provinz Samut Songkhram. Um 1760 heiratete sie den Beamten Thong Duang, damals stellvertretender Gouverneur der Provinz Ratchaburi, der nach dem Untergang des Königreichs Ayutthaya (1767) als Chao Phraya Chakri zum Heerführer und Chefminister (Mahatthai) des Königs Taksin aufstieg. Ihre jüngere Schwester Nuan heiratete unterdessen Bunnag, einen Freund und Mitstreiter Thong Duangs und Stammvater einer einflussreichen Familie. Sie hatten zusammen sechs Töchter und drei Söhne, vier der Kinder starben früh. Die älteste das Kindesalter überlebende Tochter, Chimyai, heiratete König Taksin, mit dem sie einen Sohn bekam, starb aber im Wochenbett. 
Nach der Hinrichtung König Taksins 1782 bestieg Naks Gatte selbst den Thron. Er verlegte die Hauptstadt nach Rattanakosin (das heutige Bangkok) und ging als Phra Phutthayotfa Chulalok bzw. Rama I., der erste König der Chakri-Dynastie, in die Geschichtsbücher ein. Seine Frau ernannte er zur Königin und gab ihr den Namen Amarindra. Der älteste überlebende Sohn des Paares, der zunächst Chim und später Prinz Itsarasunthon hieß, wurde 1806 von seinem Vater zum Uparaja (Vizekönig und designierten Thronerben) ernannt und beerbte ihn 1809 als König Phra Phutthaloetla (Rama II.). 
Amarindra ließ zwei Tempel bauen, von denen einer ihrer Mutter gewidmet war. Am 25. Mai 1826 starb die Königinmutter im Großen Palast in Bangkok. Postum verlieh ihr Nachfahre Rama VI. ihr den Titel Somdet Phra Amarinthra Borommarachini สมเด็จพระอมรินทราบรมราชินี
Neben Amarindra hatte König Phutthayotfa Chulalok 28 Nebenfrauen, mit denen er 33 weitere Kinder bekam.